# آدم‌ربایی‌های آریل کاسترو
بین سال‌های ۲۰۰۲ و ۲۰۱۳ سه زن جوان (میشل نایت، آماندا بری و جورجینا «جینا» دهزوس) توسط آریل کاسترو ربوده و در خانه او در محله ترمونت، کلیولند اوهایو اسیر شدند. آن‌ها تا تاریخ ۶ می ۲۰۱۳ در این خانه نگهداری می‌شدند تا زمانی که آماندا بری با دختر ۶ ساله خود موفق به فرار و تماس با پلیس شد. با حضور پلیس دو زن دیگر (نایت و دهزوس) نجات پیدا کردند و چند ساعت بعد نیز آریل کاسترو دستگیر شد.
در تاریخ ۸ می ۲۰۱۳ کاسترو به اتهام چهار فقره آدم‌ربایی و سه فقره تجاوز به عنف محکوم شد. کاسترو به عنوان بخشی از توافق‌نامه با دادگاه به ۹۳۷ فقره اتهام جنایی شامل تجاوز به عنف، آدم‌ربایی و قتل اعتراف کرد و توسط دادگاه به به حبس ابد به علاوه ۱۰۰۰ سال حبس در زندان بدون امکان آزادی مشروط محکوم شد. یک ماه بعد کاسترو با ملافه خود را در زندان حلق‌آویز کرد.

## آدم‌ربایی

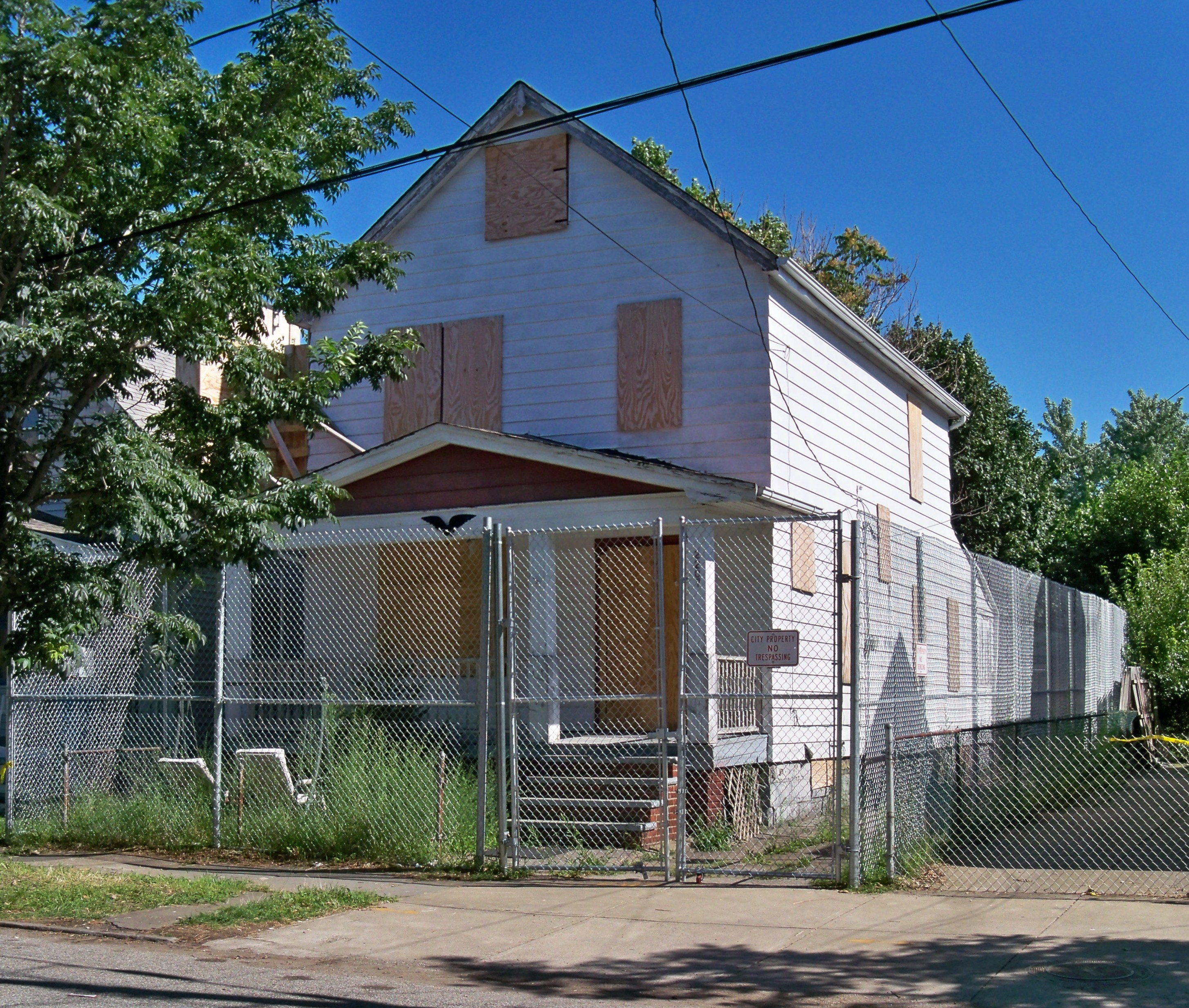
خانه کاسترو در شماره ۲۲۰۷ خیابان سیمور. این خانه در تاریخ ۷ اوت ۲۰۱۳ تخریب شد به عنوان بخشی از توافق دادگاه با کاسترو تخریب شد.

هر یک از این زنان پس از پذیرش پیشنهاد کاسترو برای رسیدن به مقصد، ربوده شدند. کاسترو با فریب آن‌ها را به داخل خانه می‌برد و در زیرزمین زندانی می‌کرد. این خانه در شماره ۲۲۰۷ خیابان سیمور در محله مسکونی ترمونت، کلیولند اوهایو قرار داشت و اکنون تخریب شده‌است. آماندا بری در ۲۱ آوریل ۲۰۰۳ درحالی‌که ۱۶سال داشت، ناپدید شد. او در آن زمان از محل کارش در یک رستوران به خانه می‌رفت که دیگر کسی وی را ندید. تحقیقات پلیس و جستجوی خانواده‌اش نیز برای پیداکردن او به نتیجه‌ای نرسید. جینا دهزوس در تاریخ دوم آوریل ۲۰۰۴ و زمانی که ۱۴سال داشت و از مدرسه به خانه بازمی‌گشت ناپدید شده بود و میشل نایت نیز آخرین‌بار ۲۳ اوت ۲۰۰۲ درحالی‌که ۲۰ سال داشته، در نزدیکی خانه یکی از اقوامش دیده شده و پس از آن دیگر کسی او را ندیده بود.

## اسارت
در ابتدا هنگامی که نایت ربوده شد، کاسترو او را به طبقه بالا برده و دست و پای او را بست. سپس او را از دست، پا و گردن به مدت سه روز بدون آب و غذا آویزان کرد. دادستان در شکایت علیه کاسترو نوشت «او از سکس اجباری، حبس در یک اتاق تاریک، پیش‌بینی نوع آزار جنسی در دفعات بعدی، آرزوی رهایی و بازگشت به آغوش خانواده، زنجیر شدن به دیوار، نگهداری مانند یک اسیر جنگی، نابودی تمام روزهای لذت‌بخش زندگی، آزار روانی، تهدید به قتل، رفتاری مانند یک حیوان و رؤیای آزادی صحبت می‌کند.»
این زنان در یک اتاق‌خواب نگهداری می‌شدند و مجبور بودند از یک توالت پلاستیکی که به ندرت تخلیه می‌شد، استفاده کنند. آن‌ها تنها یک بار در روز تغذیه می‌شدند و حداکثر دو بار در هفته می‌توانستند از حمام استفاده کنند.
نایت به پلیس گفت که کاسترو حداقل پنج بار او را باردار کرده و هر بار از طریق ضرب و شتم مانند ضربه با دمبل، مشت و کوبیدن او به دیوار و تحمل گرسنگی جنین سقط شده‌است. مادربزرگ نایت به خبرنگاران گفت با توجه به ضرب و شتم‌هایی که انجام شده او نیاز به جراحی صورت دارد و شنوایی یک گوش او از بین رفته‌است.
در دسامبر ۲۰۰۶، کاسترو به نایت دستور می‌دهد فرزند آماندا بری را در یک استخر بادی کوچک وضع حمل کند و به او می‌گوید در صورت مرگ نوزاد او را خواهد کشت. هنگام تولد، تنفس نوزاد به‌طور ناگهانی متوقف می‌شود ولی نایت او را نجات می‌دهد. کاسترو گاهی برای ملاقات با مادرش، این کودک را بیرون از خانه می‌برد و او نیز کاسترو را پدر می‌نامید و مادر کاسترو را مادربزرگ صدا می‌کرد. او عکس کودک را به یکی از دختران خود نشان داده و گفته بود این کودک، فرزند دوست دختر او است.
طبق گزارش پلیس، خانه کاسترو در ارتباط با آدم‌ربایی تنها یک بار به عنوان یک حادثه غیر مرتبط بازدید شده‌است. کاسترو در آن هنگام خانه نبوده و بعداً در جایی دیگر مورد پرسش قرار می‌گیرد. ضمن اینکه همسایه‌ها نیز مدعی هستند به‌دنبال فعالیت‌های مشکوک در این خانه با پلیس تماس گرفته‌اند، اما پلیس این ادعا را رد می‌کند.

## فرار و نجات
در ۶ می ۲۰۱۳ آماندا بری موفق به ارتباط با همسایگان و فرار همراه با دختر ۶ ساله خود می‌شود. پس از این، نایت و دهزوس نیز توسط پلیس نجات پیدا می‌کنند. به گفته پلیس هنگامی که کاسترو در آن روز خانه را ترک می‌کند، بری متوجه می‌شود که در قفل نشده اما بخش بیرونی در که برای مقابله با طوفان ساخته شده بود، بسته بوده‌است. بری تصور می‌کرده کاسترو در حال امتحان آن‌ها است. طبق اعلام پلیس، کاسترو پیش از این زنان را در خانه تنها گذاشته و در صورتی که آن‌ها برای خروج اقدام می‌کردند، آن‌ها را مورد ضرب و شتم قرار می‌داده‌است. او برای شکستن در تلاش می‌کند و زمانی که همسایگان را از طریق پنجره می‌بیند شروع به فریاد زدن می‌کند. انجل کردرو، همسایه کاسترو به این فریادها واکنش نشان می‌دهد اما قادر به برقراری ارتباط با بری نمی‌شود زیرا او زبان انگلیسی اندکی بلد بود. یکی دیگر از همسایه چارلز رمزی نیز به کوردرو کمک می‌کند. آن‌ها با لگد یک حفره در بخش بیرونی در ایجاد می‌کنند و بری از این حفره همراه با دخترش خارج می‌شود. آن‌ها به خانه یکی از همسایگان اسپانیایی زبان می‌روند و از آنجا با پلیس تماس می‌گیرد.
مرکز پلیس در آغاز با خونسردی برخورد می‌کند و تنها اعلام می‌کند به محض آن که خودرویی در اختیار داشته باشد گشت پلیس را به محل می‌فرستد. بری فریاد می‌زند: «نه. من الان به شما احتیاج دارم، پیش از آن که او برگردد.»
دو برادر کاسترو نیز دستگیر شدند که پس از اعلام پلیس مبنی بر عدم مشارکت آن‌ها در آدم‌ربایی روز ۹ می آزاد شدند.

## دادگاه

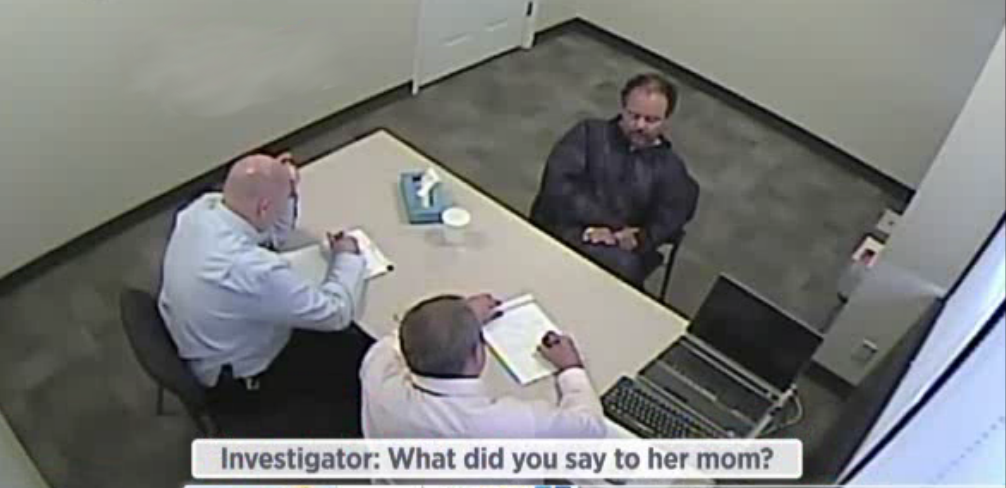

در مجموع ۹۷۷ مورد اتهام از جمله تجاوز، قتل و آدم‌ربایی علیه این متجاوز آمریکایی مطرح شده‌است. چندین کیفرخواست علیه آریل کاسترو ۵۳ ساله در دادگاه مطرح می‌شود اما او در ابتدا اتهامات مطرح شده علیه خود را رد می‌کند. کیفرخواست پیشین که علیه وی مطرح شده بود فقط ۴ سال و نیم از مدت زمان آدم‌ربایی وی را در بر می‌گرفت، اما کیفرخواست جدید که بالغ بر ۵۷۶ صفحه است کامل‌تر بوده‌است. این کیفرخواست که پس از بررسی نتایج آزمایش DNA بر کودک شش ساله تنظیم شده‌است، کاسترو را به خطر انداختن جان این کودک متهم می‌کند. این آزمایش‌ها نشان می‌دهد که کاسترو پدر این کودک است. وی از دادگاه خواسته بود تا اجازه ملاقات با فرزندش را بدهند که این درخواست خیلی فوری از سوی قاضی مورد مخالفت قرار گرفت. در این کیفرخواست کاسترو به دلیل سقط جنین یکی از این زنان به قتل متهم شده بود که می‌توانست مجازات اعدام را برای وی در پی داشته باشد.
در جلسه محاکمه‌ای که در دادگاه شهر کلیولند ایالت اوهایو برگزار شد، وکلای کاسترو و قاضی توافق کردند که اگر مرد جنایتکار گناهانش را به گردن بگیرد، از مجازات اعدام رهایی خواهد یافت و به حبس ابد بدون بخشش محکوم خواهد شد. در این جلسه، متهم اعتراف کرد زمانی که کودک بوده مورد آزار جنسی قرار گرفته و این مسئله انگیزه‌ای برای ربودن قربانیانش و آزار و اذیت آن‌ها بوده‌است. قاضی خطاب به آریل کاسترو چندین بار تأکید کرد که او هرگز اجازه خروج از زندان را نخواهد یافت. املاک و دارایی‌های او نیز مصادره خواهد شد و نامش به فهرست متخلفان جنسی اضافه می‌شود.

## تخریب خانه
املاک و دارایی‌های آریل کاسترو به عنوان بخشی از توافق با دادگاه، مصادره و نام او به فهرست متخلفان جنسی اضافه شد. پس از محکومیت آریل کاسترو در اوایل ماه اوت سال ۲۰۱۳ خانه وی در شهر کلیولند ایالت اوهایو یعنی مکانی که سه قربانی او محبوس بودند به دستور دادستان تخریب شد. پس از آن کارگران شروع به تخریب این خانه جهنمی کردند، تماشاگران هم کف زدند. ظرف چند دقیقه، این خانه به تلی از خاک‌روبه تبدیل شد. به کارگران گفته شده بود کل اجزای این خانه را خرد و منهدم کنند چون این نگرانی وجود داشت که کسی بخش‌هایی از این خانه را بردارد و در اینترنت به حراج بگذارد.

## خودکشی در زندان
آریل کاسترو، در سلول زندان خودکشی کرد و مسئولان زندان اوهایو جسد حلق آویز او را در سلولش یافتند. گزارش‌های داخلی نشان می‌دهد نگهبانان در مورد خودکشی آریل کاسترو وظیفه بازرسی خود را به درستی انجام ندادند و گزارش‌ها را دستکاری کرده‌اند. او در ساعت ۹:۲۰ در فاصله بازدیدهای نیم‌ساعته نگهبانان خود را به دار آویخت. هنگام یافتن او کارکنان پزشکی زندان اقدام به نجات او کردند که بی‌نتیجه بود.

## انتقاد از پلیس
مأموران پلیس گفته‌اند که هیچ چیز شک‌برانگیزی در این خانه دیده نشده بود. اما شاهدان عینی این گزارش‌ها را تکذیب می‌کنند. یکی از همسایگان توصیف می‌کند که یک‌بار زنی برهنه را در باغچه خانه دیده که رفتاری غیرطبیعی داشته و به‌همین دلیل پلیس را خبر کرده‌اند، اما پلیس هشدار او را شوخی تلقی کرده و جدی نگرفته‌است. شاهدان دیگری گفته‌اند که پلیس دو بار در محل حاضر شده اما هرگز وارد خانه نشده‌است. فرانک جانسون، شهردار کلیولند گفته‌است: «یکبار مأموران اداره امور جوانان در خانه آریل کاسترو بوده‌اند و او را به‌خاطر رها کردن یک کودک در اتوبوس مورد سؤال قرار داده‌اند، اما سه زن زندانی شده در خانه آریل توجه مأموران را جلب نکرده‌اند.»